# Glorie (optisch fenomeen)

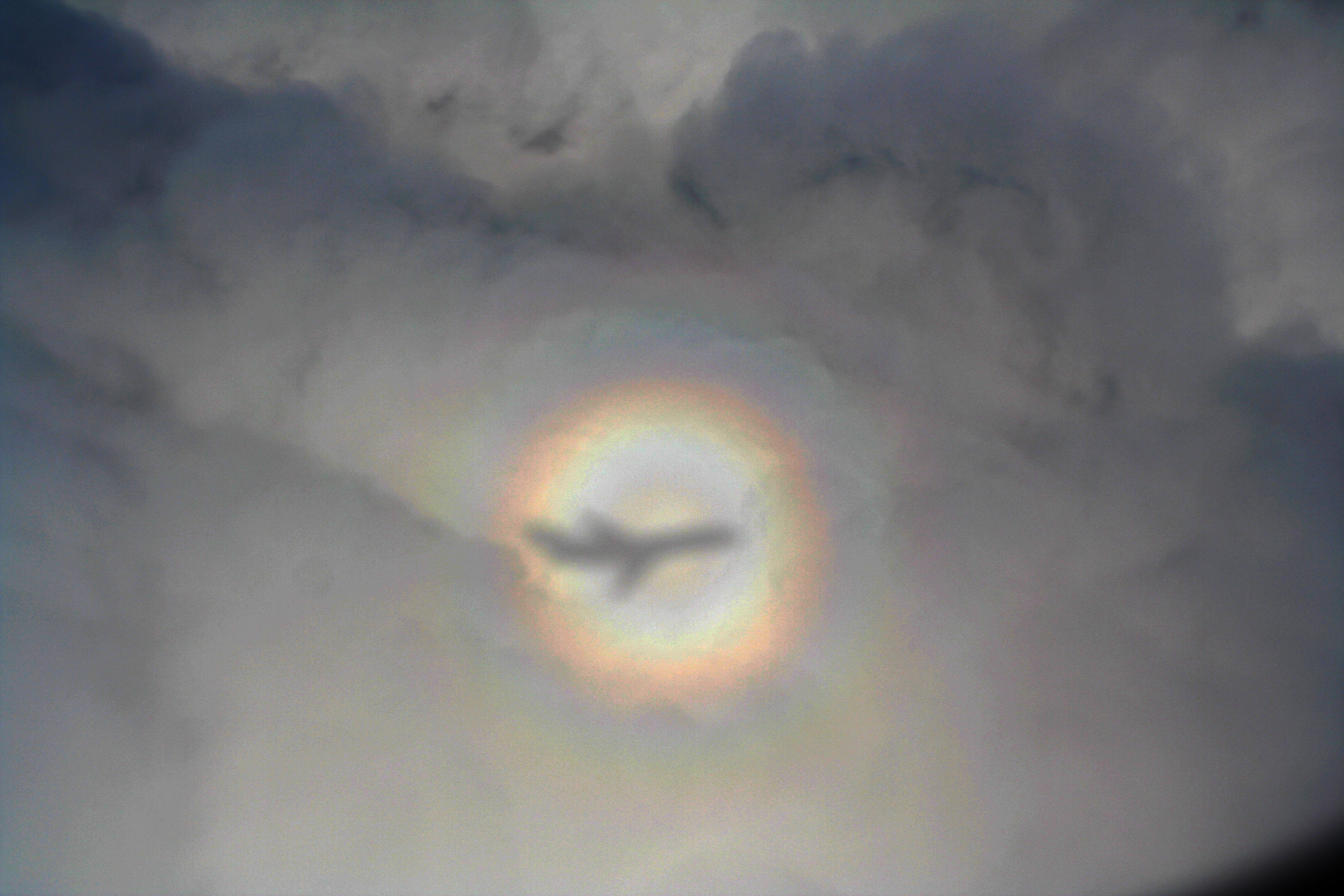
Glorie waargenomen vanuit een vliegtuig. Aan de positie van de glorie is te zien dat de fotograaf zich iets voor de vleugels bevond.

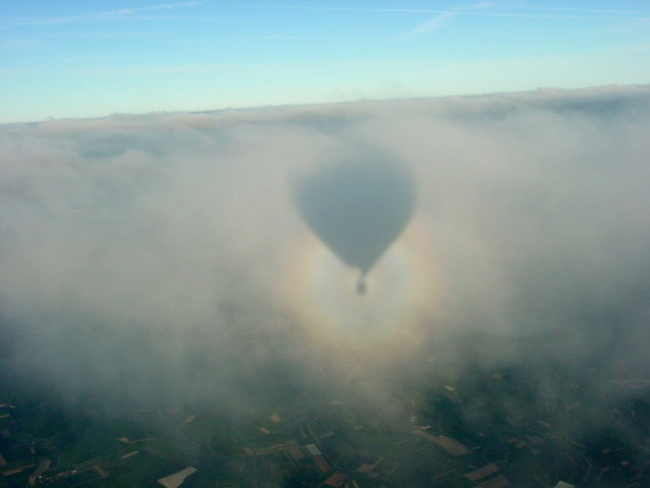
Glorie waargenomen vanuit een luchtballon

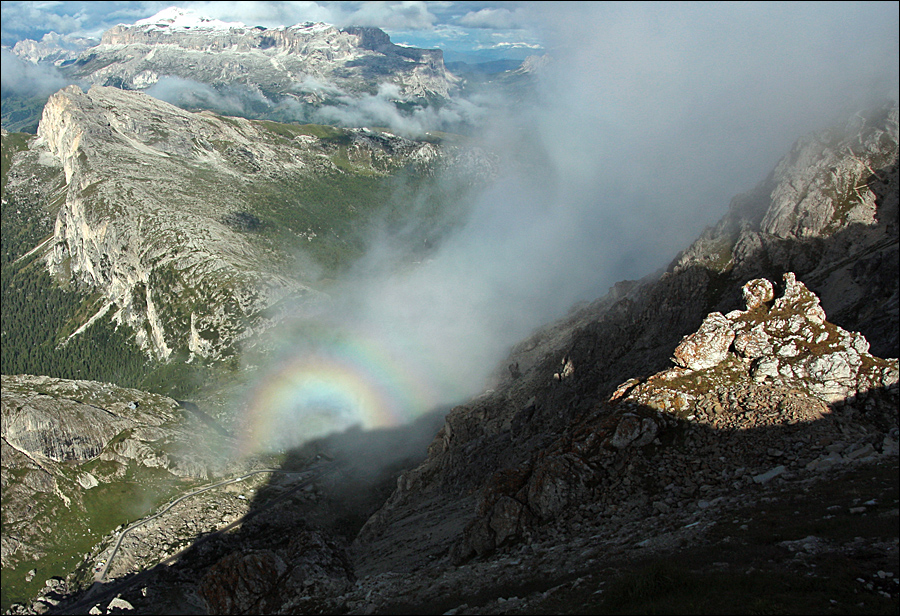
Glorie waargenomen vanaf een berg

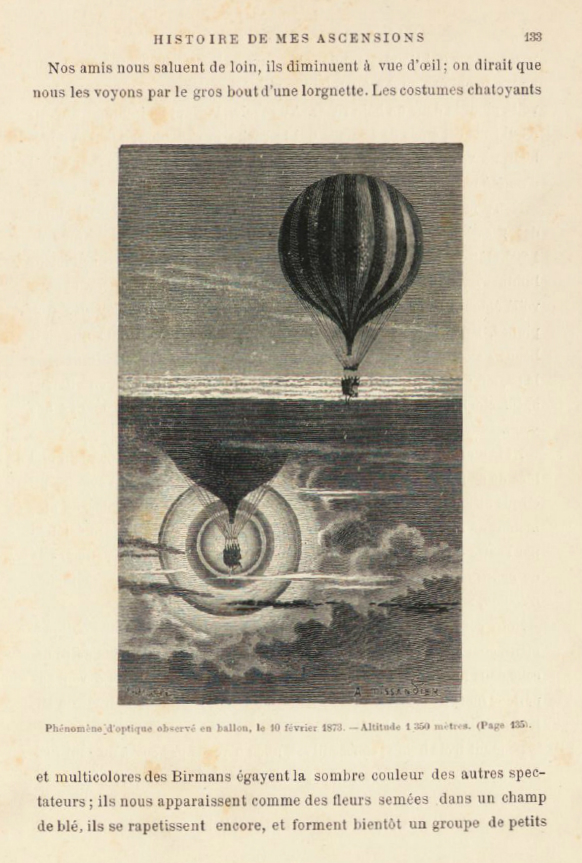
Gravure van een glorie in G. Tissandier, Histoire de mes ascensions (1887)

De glorie is een atmosferisch optisch verschijnsel in de vorm van een gekleurde lichtkrans, die in mist of wolken kan optreden wanneer die door de zon (of maan) worden beschenen. De glorie bestaat uit één of meerdere diffuse, zwak-regenboogkleurige ringen rondom het punt direct tegenover de zon of maan. Ook kunstmatige puntvormige lichtbronnen kunnen het optische verschijnsel glorie veroorzaken.

## Beschrijving en waarneming
Evenals de regenboog heeft de glorie geen fysieke positie in de ruimte, maar is de schijnbare locatie ervan afhankelijk van de waarnemer: het centrum van de glorie bevindt zich altijd precies op het punt direct tegenover waar de waarnemer de zon of maan ziet. Dit punt (het tegenpunt van de zon of maan genoemd) is ook waar de schaduw van het hoofd van de waarnemer zich bevindt, zodat het kan lijken alsof die schaduw een 'heiligenkrans' om het hoofd draagt. Een waarnemer zal die krans altijd om zijn eigen schaduw zien, niet om die van een ander.
Het dramatische effect kan nog worden versterkt als de schaduw van de waarnemer door de wolk- of mistbank heen wordt geprojecteerd en vervormd tot een spookachtig silhouet: het zogeheten Brockenspook (Duits Brockengespenst), genoemd naar de berg Brocken in Noord-Duitsland, waar vaak mistige omstandigheden heersen en dit fenomeen regelmatig spectaculaire beelden oplevert. Daar werd dit fenomeen voor het eerst beschreven door de natuurkundige Johann Silberschlag in 1780. Een uitvoeriger beschrijving volgde in 1797 door M. Hane.
Omdat het tegenpunt lijnrecht tegenover de zon of maan ligt, bevindt de glorie zich per definitie onder de horizon als de zon of maan aan de hemel staat, wat betekent dat hij alleen kan worden waargenomen als er zich onder de waarnemer de juiste wolken of mist bevinden. Om deze reden worden glories meestal waargenomen vanaf een hoge positie zoals een berg, of vanuit vliegtuigen. In het laatste geval is ook goed te zien hoe de glorie met de waarnemer lijkt 'mee te bewegen': hij blijft rondom de vliegtuigschaduw gecentreerd; om precies te zijn rondom de schaduw van de plek waar de waarnemer zich in het vliegtuig bevindt.

## Vorming
De glorie wordt veroorzaakt door de interactie van het licht met de waterdruppeltjes in de wolken of mist, op een vergelijkbare manier als bij de primaire en secundaire regenbogen maar volgens andere optische processen. Het exacte proces staat ter discussie (onder meer de Nederlandse astronoom Henk van de Hulst heeft in 1947 een theorie opgesteld), maar komt waarschijnlijk tot stand door een mengsel van lichtbuiging (diffractie), lichtbreking en weerkaatsing (verstrooiing). Alleen wanneer de waterdruppeltjes niet te sterk in grootte verschillen kan de glorie optreden. In uitzonderlijke omstandigheden kunnen ook wolken die uit ijskristallen bestaan, zoals cirrus, het optische verschijnsel glorie veroorzaken.

## Verwante verschijnselen
De glorie is verwant aan (maar niet hetzelfde als) regenbogen en mistbogen, in de zin dat het ook door vloeibare waterdruppeltjes wordt veroorzaakt en zich ook rondom het tegenpunt van zon of maan centreert. Het optische proces is echter anders en de glorie is veel kleiner in omvang dan regenbogen. Soms kunnen beide fenomenen tegelijkertijd optreden, waarbij de glorie zich dan precies in het centrum van de (al dan niet geheel cirkelvormige) regen- of mistboog bevindt.
Een ander verschijnsel dat zich uit als een lichtkrans om het hoofd van de schaduw van de waarnemer is de zogeheten heiligenschijn, die onder meer kan optreden als de laaghangende zon op een bedauwd grasveld schijnt. Ook hier is het proces anders dan bij de glorie; bovendien is heiligenschijn altijd wit, nooit gekleurd zoals de glorie.
Een fenomeen in dezelfde categorie is de corona, een gekleurde lichtkring die zich echter niet tegenover de zon of maan bevindt, maar er direct omheen.
Geheel anders van aard is de familie van halo's, die niet door vloeibare waterdruppeltjes worden veroorzaakt maar door ijskristallen.

## Glorie in synthetisch textiel
Een equivalent van de glorie kan waargenomen worden in een bepaald soort synthetisch textiel. De spectrale kleuren die daar in ontstaan zien er niet als cirkels uit, maar als parallelle banden. Dit equivalent van de glorie moet niet verward worden met de krans die zichtbaar is als men door synthetisch textiel naar de zon of naar een heldere puntvormige lichtbron kijkt.

## Waarnemingen van de glorie vanuit het heelal
De glorie kan ook worden waargenomen vanuit ruimtestations of satellieten in een baan om de aarde. De glorie is regelmatig te zien op de live beelden genomen vanuit het International Space Station (I.S.S.). Deze live beelden zijn sinds 2014 online (HDEV - High Definition Earth-Viewing System).

## Wetenswaardigheid
In China wordt de glorie ook Boeddha's licht (佛光) genoemd.